# Hugues Loubenx de Verdalle
Hugues Loubenx de Verdalle (castelo de Loubenx, 13 de abril de 1531 - Valletta, 4 de maio de 1595) foi um cardeal do século XVI.

## Biografia
Nasceu em castelo de Loubenx em 13 de abril de 1531. De uma família nobre originária de Carcassonne. Seu primeiro nome também está listado como Hughes e Hugues; e seu sobrenome como Lubens.
Estudou letras, eloquência e militaris virtutis.
Ingressou na Ordem Soberana de Malta, 1547. Distinguiu-se no cerco de Zara em 1552. Comendador do Granaro, 1554-1557; e comandante de artilharia durante o cerco de Malta, maio e setembro de 1565. Grão-prior da ordem em Toulouse. Comandante de Pézenas. Embaixador da ordem perante a Santa Sé, 1579; nesse mesmo ano, meirinho conventual da Langue de Provence (um dos sete ramos ou línguas da ordem); o último cargo carregava o título de grande comandante, bem como os cargos de controle de contas, tesouraria e governo do arsenal. Eleito 52.º (3) Grão-Mestre da Ordem Soberana Militar e Hospitaleira de São João de Jerusalém de Rodes e de Malta, 12 de janeiro de 1582 até sua morte em 4 de maio de 1595..
Criado cardeal diácono no consistório de 18 de dezembro de 1587; recebeu o gorro vermelho e a diaconia de S. Maria no Pórtico Octaviae , a 15 de janeiro de 1588. Prefeito das Galeras Papais. Ele reformou a ordem e pediu a Jacopo Bosio que escrevesse sua história, Historia Equitum S. Ioannis Hierosolymitani . Não participou do primeiro conclave de 1590 , que elegeu o Papa Urbano VII. Não participou do segundo conclave de 1590, que elegeu o Papa Gregório XIV. Não participou do conclave de 1591, que elegeu o Papa Inocêncio IX. Não participou do conclave de 1592, que elegeu o Papa Clemente VIII..
Morreu em Valletta em 4 de maio de 1595, às 17h. Seu corpo foi embalsamado e vestido com vestes de cardeal, incluindo uma mitra lisa de damasco branco, luvas, o anel que lhe foi dado pelo Papa Sisto V, meias roxas e um par de chinelos de cetim rosa. Um crucifixo foi colocado em seu peito; perto da mitra, o chapéu do cardeal e à sua direita uma espada conforme prescrito pelo Cerimoniale Romano anteriormente adotado no funeral do Grão-Mestre Cardeal Pierre d'Aubusson. As exéquias solenes foram realizadas na Igreja Conventual de S. Giovanni Battista, Valletta, no sábado, 6 de maio. Ele foi sepultado na mesma igreja.